# Prades-le-Lez
Prades-le-Lez é uma comuna francesa na região administrativa de Occitânia, no departamento de Hérault. Estende-se por uma área de 8,88 km². Em 2010 a comuna tinha 5 686 habitantes (densidade: 640,3 hab./km²).

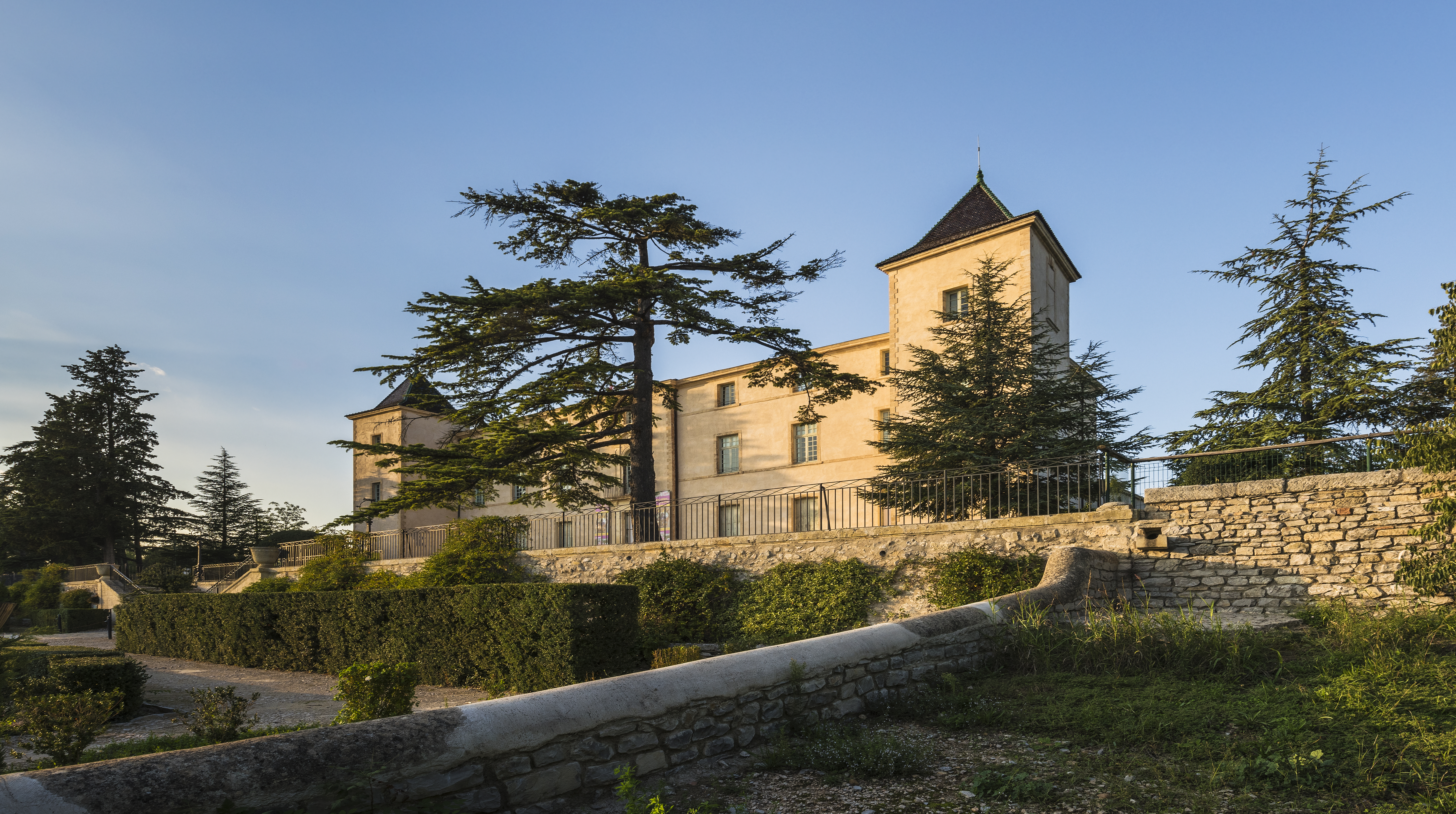